# Шутка (фильм)
«Шутка» (чеш. Žert) — чехословацкий художественный фильм, драма 1969 года. Экранизация одноимённого романа Милана Кундеры.

## Сюжет
В 1950-е годы ученый Людвик Ян был исключен из университета и Коммунистической партии. Много лет спустя он хочет отомстить своему врагу Павлу Земанеку. Поэтому Людвик намерен соблазнить его жену Гелену, которая работает радиожурналистом. Но оказывается, что она не живёт в гармонии со своим мужем.

## В ролях
- Йозеф Сомр — Людвик Ян
- Людек Мунзар — Павел Земанек
- Яна Дитетова — Гелена, жена Павла
- Ярослава Обермайерова — Маркета
- Милан Сврчина — Ярослав
- Эвальд Шорм — Костка
- Вера Кржесадлова — Вера Брожова
- Яромир Ганзлик — лейтенант
- Иржи Сикора — солдат Ченек, художник
- Ива Янжурова — голос Брожовой
- Власта Елинкова — голос старухи